# Il padre (film 2014)
Il padre (The Cut) è un film del 2014 diretto da Fatih Akın, in concorso alla 71ª Mostra internazionale d'arte cinematografica di Venezia.

## Trama
Nel 1915, a Mardin, in Turchia, la polizia turca approfitta della notte per fare un blitz nelle case armene, sequestrando tutti gli uomini della città. Tra questi c'è il giovane fabbro Nazaret Manoogian, che viene separato dalla sua famiglia. Trascorrono anni e Nazaret, sopravvissuto al genocidio armeno, decide di mettersi sulle tracce delle due figlie, dopo aver saputo che sono sopravvissute anche loro alle violenze di quegli anni.
In questo percorso attraverserà la Mesopotamia, arriverà a l'Avana, passerà per il Dakota del Nord; incontrerà persone diverse, da figure angeliche a figure diaboliche.